# Johannes Kotschy
Johannes Kotschy, född 15 september 1979 i Avesta, är en svensk artist som vann den tredje (och hittills sista) säsongen av Popstars hösten 2002.
Debutsingeln And That's Why I Love You låg 13 veckor på försäljningslistan och på sjätteplats som bäst. Albumet med samma namn släpptes i januari 2003 och nådde som bäst plats 23 på försäljningslistan.